# The Best of What’s Around, Vol. 1
The Best of What’s Around, Vol. 1 – album zespołu rockowego Dave Matthews Band, wydany 7 listopada 2006 roku zawierający największe przeboje zespołu. Album ten składa się z 2 części – części zawierającej piosenki w wersjach znanych z płyt studyjnych zespołu (CD 1) oraz części zawierającej wersje koncertowe poszczególnych utworów (CD 2).

## Lista utworów
CD 1
- "The Best of What’s Around"
- "What Would You Say" (Listen (help·info))
- "Crash into Me" (Listen (help·info))
- "Too Much"
- "Rapunzel"
- "Crush"
- "So Right"
- "The Space Between"
- "Grey Street"
- "Grace Is Gone"
- "Hunger for the Great Light"
- "American Baby"

CD 2
- "Don't Drink the Water" (Live 7/16/05, Sound Advice Amphitheater, West Palm Beach, FL)
- "Warehouse" (Live 7/2/06, Alpine Valley Music Theater, East Troy, WI)

gościnnie Rashawn Ross
- "Say Goodbye" (Live 7/5/00, Comerica Park, Detroit, MI)
- "Stay (Wasting Time)" (Live 7/19/03, Verizon Wireless Amphitheater, Selma, TX)
- "Everyday" (Live 6/17/06, Saratoga Performing Arts Center, Saratoga Springs, NY)

gościnnie Vusi Mahlasela i Rashawn Ross
- "Louisiana Bayou" (Live 6/26/05, Nissan Pavillion, Bristow, VA)

gościnnie Robert Randolph
- "Ants Marching" (Live 3/26/05, State Theatre, Sydney, New South Wales, Australia)
- "Two Step" (Live 6/11/01, Giants Stadium, East Rutherford, NJ)

Osoby, które zamówiły album The Best Of What’s Around przez oficjalną stronę zespołu, jeszcze przed jego wydaniem, dodatkowo otrzymały bonus w postaci trzeciego CD.
CD 3
- "Minarets" – Mansfield, MA
- "41" – Corel Centre, Ottawa, Ontario, Kanada)

gościnnie Butch Taylor i Béla Fleck and the Flecktones
- "What You Are" – Saratoga Performing Arts Center, Saratoga Springs, NY)gościnnie Butch Taylor and Rashawn Ross
- "The Last Stop" – Darien Lake Performing Arts Center, Darien Center, NY)

gościnnie Butch Taylor

## Skład zespołu
- Dave Matthews – gitara, gitara akustyczna, śpiew
- Carter Beauford – instrumenty perkusyjne, chórki
- Stefan Lessard – gitara basowa, gitara
- LeRoi Moore – saksofony
- Boyd Tinsley – skrzypce, skrzypce elektryczne, mandolina

## Gościnnie
- Butch Taylor – instrumenty klawiszowe